# Списак тврђава у Босни и Херцеговини
Списак тврђава у Босни и Херцеговини представља списак остатака средњовековне фортификационе архитектуре на територији Босне и Херцеговине. На списку се налазе:
- Тврђаве
- Утврђене куле (тзв. „донжон куле“)
- Манастирска утврђења

Овај списак није коначан и у фази је израде, а на њему се налази више назива за исту утврду ради лакшег сналажења.
А · Б · В · Г · Д · Ђ · Е · Ж · З · И · Ј · К · Л · Љ · М · Н · Њ · О · П · Р · С · Т · Ћ · У · Ф · Х · Ц · Ч · Џ · Ш

## Б
- Благај средњовековни град-тврђава изнад врела Буне код Мостара
- Бобовац (Крунски Град) - Недалеко од Вареша, престони град српске средњовековне државе у Босни. Данас има врло мало надземних остатака.
- Бочац средњовековни град-тврђава изнад леве обале Врбаса на путу Јајце - Бања Лука
- Брштаник - утврђени средњовековни град на левој обали Неретве недалеко од њеног ушћа.
- Утврђење Борач - престоница Павловића код Месића

## В
- Веледин - утврђење и средњовјековни град Грабовица (Власеница).
- Високи - Изнад града Високог. Данас има врло мало остатака.

## Г
Градина
- Добојска Градина (Добој) - Градска тврђава у Добоју. Данас је делимично рестаурирана.
- Гребен (Крупа на Врбасу)
- Градина код Пала утврђење Павловића

## Д
- Добој (Градина) - Градска тврђава у Добоју. Данас је делимично рестаурирана.
- Добрун

## Ђ
- Ђурђев град, код Зворника

## З
- Звечај средњовековни град-тврђава у Рекавицама код Бање Луке.

## Ј
- Јаблан Град - Недалеко од села Мезграје код Угљевика. Данас има врло мало остатака утврђења.
- Јајце

## К
- Тврђава Кастел - Градска тврђава у Бањој Луци.
- Котор Варош

## О
- Острожац- утврђени град код Бихаћа

## П
- Тврђава Павловац - код Праче
- Тврђава Пошијак - код Хан Пијеска

## С
- Сребреник - Недалеко од Тузле, код истоименог насеља. Данас има остатака утврде.

- Стари град код града Пале

## Т
- Теочак
- Требиње

## Х
- Ходидјед код града Пале